# Synallaxis beverlyae
Synallaxis beverlyae là một loài chim trong họ Furnariidae.